# Фармацевтическая промышленность Кубы
Фармацевтическая промышленность Кубы является одной из важных отраслей экономики Кубы.

## История
Развитие медицины и аптечного дела на Кубе началось в колониальные времена (когда остров являлся колонией Испании). 
В ноябре 1840 года в Гаване началось издание первого специализированного медицинского периодического издания - журнала "Repertorio Médico Habanero", часть публикаций в котором была посвящена вопросам фармацевтики (использование лекарственных растений, медицинское применение опиума и опиатов, медицинское использование уксуса и др.).
Одним из организаторов кубинской системы здравоохранения являлся врач К. X. Финлей-и-Баррес (1833-1915).
После введения с 17 января 1920 года «сухого закона» в США на Кубе имело место развитие спиртовой промышленности и увеличение объёмов производства на экспорт этилового спирта (который используется и в медицине, как основа для изготовления спиртовых настоек), но в 1929 году начался экономический кризис, а 22 марта 1933 года «сухой закон» в США был отменён.
До революции Куба являлась отсталой аграрной страной со слаборазвитой системой платного здравоохранения. В начале 1950х годов в стране действовали несколько мелких предприятий по производству аптекарских товаров. Иностранные предприятия контролировали 70% реализации медикаментов в стране.

### 1959—1991
После победы Кубинской революции в январе 1959 года США прекратили сотрудничество с правительством Ф. Кастро и стремились воспрепятствовать получению Кубой помощи из других источников. Власти США ввели санкции против Кубы. 10 октября 1960 года правительство США установило полное эмбарго на поставки Кубе любых товаров (за исключением продуктов питания и медикаментов).
В сложившихся условиях, с начала 1960х годов правительство Кубы начало проводить мероприятия по развитию системы образования и здравоохранения, восстановлению медицинских учреждений, созданию сети ветеринарных пунктов и собственной фармацевтической промышленности. Осуществление этих программ проходило при содействии СССР и других социалистических стран.
В 1959-1961 гг. было создано министерство здравоохранения. Увеличили масштабы подготовки кадров. Помимо увеличения числа студентов ранее существовавшего медицинского факультета университета Гаваны в 1961 году был открыт второй медицинский факультет (в университете Сантьяго-де-Куба).
Были разработаны программы регулярных профилактических прививок. Именно на Кубе был проведён первый в мире опыт массовой вакцинации против инфекционного менингита группы «В». Приоритетной задачей стала борьба с малярией (до революции это была самая распространённая болезнь на Кубе). Была разработана государственная программа по борьбе с малярией, предусматривавшая ликвидацию малярии как массового заболевания. В результате проведённой комплексной работы за период с 1958 до 1962 г. число свежих случаев заболевания малярией уменьшилось на 45%. В 1963 году была ликвидирована заболеваемость полиомиелитом, в 1968 году - малярией, в 1971 году - дифтерией.
В 1973 году при участии советских специалистов была организована опытная станция лекарственных растений и заложен коллекционный опытный питомник по 13 видам лекарственных растений.
Только в период с 1965 по 1974 г. объём производства лекарственных средств в стране возрос более чем в три раза. К концу 1970х годов на Кубе насчитывалось 53 фармацевтических предприятия, изготовлявших лекарственные средства из растений, витамины, гормональные препараты в количестве около 660 наименований. Хотя часть медицинских препаратов импортировалась из Болгарии, СССР, ГДР и ВНР, после вступления в СЭВ (12 июля 1972 года) помощь стран СЭВ по развитию собственной медицинской промышленности позволила Кубе сократить импорт лекарственных средств в полтора раза.
К началу 1980х годов в городе Сьенфуэгос была построена и введена в эксплуатацию фабрика по производству глюкозы.
В 1980 году был построен и введён в эксплуатацию завод по производству полусинтетических антибиотиков. 
В 1981 году был создан Институт медицинских наук в городе Камагуэй.
В том же 1981 году началась программа по организации производства интерферона (с этой целью четверо кубинских специалистов были командированы на 50 дней в Финляндию для ознакомления с технологией производства интерферона). После возвращения они за неделю собрали из арендованного оборудования установку, а через 45 дней - получили первый лейкоцитарный интерферон. В том же году этот препарат начали использовать для лечения больных лихорадкой денге. К августу 1983 года в стране было налажено производство ɑ‑интерферона из донорской крови (который применяли для лечения больных раком) и велись работы по получению β-и ɣ‑интерферонов генно‑инженерным способом.
В 1983 году была построена и введена в эксплуатацию фабрика по производству ветеринарных биопрепаратов. При содействии ЧССР было освоено производство ряда лекарственных средств. При содействии Польши была создана опытная установка по производству фурфурола (фурфурол служит исходным сырьём для получения антимикробных препаратов группы нитрофуранов, таких как фурацилин).
В ноябре 1984 года была подписана долгосрочная программа экономического и научно-технического сотрудничества между СССР и Кубой на период до 2000 года (предусматривавшая развитие сотрудничества в сфере медицины).
В 1985 году были построены и введены в эксплуатацию завод по производству фармацевтических изделий и построенное при содействии СССР в городе Гавана предприятие по выпуску гемопрепаратов - Empresa de Sueros y Productos Hemoderivados "Adalberto Pesant". В 1985 году Куба произвела 24 тыс. тонн антибиотиков и начала экспорт медикаментов и фармацевтического сырья.
1 июля 1986 года в городе Гавана начал работу центр генной инженерии и биотехнологий («Centro de Ingeniería Genética y Biotecnología»).
В 1986 году состоялось совещание стран СЭВ по вопросам применения ЭВМ в системе здравоохранения, что способствовало их внедрение в медицинскую отрасль страны. К началу 1988 года в 200 учреждениях здравоохранения Кубы использовалось 360 ЭВМ (причём столичный госпиталь "Братья Амейхейрас" был оснащён автоматизированной системой медицинской статистики). В феврале 1988 года кубинские специалисты представили ряд собственных разработок в области компьютерных технологий (в частности, экспертная система по онкологии и радиобиологии, а также программа автоматизации работы аптечной системы).
В 1988 году было построено и введено в эксплуатацию предприятие по производству фурфурола из сырья, предоставляемого сахарной промышленностью.
В 1989 году был построен и введён в эксплуатацию ещё один фармацевтический завод.

### После 1991
Распад СССР и последовавшее разрушение торгово-экономических и технических связей привело к ухудшению состояния экономики Кубы в период после 1991 года. Правительством Кубы был принят пакет антикризисных реформ, введён режим экономии.
В октябре 1992 года США ужесточили экономическую блокаду Кубы и ввели новые санкции (Cuban Democracy Act). Продажа на Кубу современного медицинского оборудования и ряда современных медикаментов была запрещена.
В 1993 году ряд кубинских патентов на лекарства были признаны (а затем куплены) Патентным бюро министерства торговли США (что может служить своеобразным признанием со стороны США достижений кубинской фармацевтики).
В 1994 году в провинции Камагуэй была введена в эксплуатацию фабрика по производству сорбитола (используется в производстве аскорбиновой кислоты и др.).
В середине 1990х годов экономическое положение Кубы стабилизировалось. В 1995 году началось преподавание специалистами из КНР традиционной китайской медицины (в результате осуществления программы, на Кубе начали выращивать некоторые лекарственные растения из Азии и к апрелю 2017 года фармацевтическая промышленность освоила выпуск 144 новых лекарственных препаратов. Препарат "Vidatox" с экстрактом яда скорпиона, "Abexol" на основе пчелиного воска и "Policosanol" для лечения остеопороза были разработаны кубинскими медиками и запатентованы).
12 марта 1996 года конгресс США принял закон Хелмса-Бёртона, предусматривающий дополнительные санкции против иностранных компаний, торгующих с Кубой. Судам, перевозящим продукцию из Кубы или на Кубу, было запрещено заходить в порты США.
В декабре 2004 года по инициативе Кубы и Венесуэлы был создан Боливарианский Альянс для народов нашей Америки (ALBA), способствовавший интеграции стран Латинской Америки (в том числе, в сфере медицины и здравоохранения). 
К середине 2000х годов фармацевтическая промышленность являлась одной из приоритетных высокотехнологичных и наукоёмких отраслей кубинской индустрии. По уровню развития биотехнологической промышленности Куба занимала одно из заметных мест в мире, она обеспечивала собственные потребности и экспортировала продукцию фармацевтической и биотехнологических отраслей более чем в 40 государств мира.
- в качестве примера можно привести разработанный в 2006 году лекарственный препарат «Heberprot-p» для лечения диабетической стопы (опыт лечения которым перенимают другие страны мира[31], в том числе Россия)[32]
- после завершения испытаний, в декабре 2015 года в Кубинском центре по государственному контролю за лекарствами, медицинскими приборами и оборудованием была сертифицирована вакцина против гепатита B "HeberNasvac", которую создали специалисты Центра генной инженерии и биотехнологии Кубы[33]

Куба сотрудничает с Белоруссией в разработке лекарственных средств на основе пептидных вакцин для специфической иммунотерапии злокачественных опухолей.
Осенью 2017 года было подписано соглашение с Таиландом о создании совместного фармацевтического предприятия в Таиланде.
В январе 2020 года в аллергологических отделениях больниц "Calixto García" и "Hermanos Ameijeiras" начались клинические испытания вакцины второго поколения для лечения астмы в виде подъязычных капель (которую разработал центр биопрепаратов "BIOCÉN" в Бехукале).
5 февраля 2020 Национальная комиссия здравоохранения КНР одобрила использование кубинского препарата "Interferon alfa 2B" против коронавируса COVID-2019.
Распространившаяся в марте 2020 года на Кубу эпидемия COVID-19 привела к необходимости увеличения производства дезинфицирующих средств в стране, и в мае 2020 года на предприятии "Henequenera Francisco del Sol" в Хурагуа (провинция Сьенфуэгос) освоили выпуск нового жидкого моющего средства с добавлением сока хенекена, обладающего бактерицидными свойствами.
13 мая 2020 года КНР и Куба подписали соглашение о создании первого совместного биотехнологического парка для исследования, разработки, производства и сбыта разработанных на Кубе лекарств, уже доказавших свою эффективность и получивших всемирное признание. Первой продукцией совместного предприятия кубинской компании "Biocubafarma" и китайской "Guangxi Fukang Medical Investment and Management Co. Ltd." должны стать мелагенин, геберферон, проктокиназа и терапевтическая вакцина против гепатита В, уже доказавшие эффективность и признанные на мировом рынке. В дальнейшем планируется освоить выпуск кубинских лекарств для лечения сердечно-сосудистых и цереброваскулярных заболеваний.
24 августа 2020 года начался первый этап клинических испытаний препарата "Soberana 01" - первой кубинской вакцины от COVID-19. 7 декабря 2020 года Куба начала первый этап клинических испытаний второй вакцины от COVID-19 ("Abdala"), после завершения которых 25 февраля 2021 года началось её массовое производство. Кроме того, в это же время Институтом им. Финлея велась разработка вакцины "Soberana 02".
Куба оказывает помощь в разработке и производстве вакцины от COVID-19 другим странам - Вьетнаму, Ирану (13 марта 2021 года Куба отправила в институт Пастера в Иране 100 тыс. доз вакцины "Soberana 02") и Венесуэле.
22 сентября 2021 года Франция выделила 45 млн евро на производство кубинских вакцин против менингита и пневмококковой пневмонии (которые используются ВОЗ и ЮНИСЕФ для вакцинации населения в странах Африки).  
21 декабря 2021 в Иране началось производство вакцины PastoCovac от COVID-19 (которая является совместной разработкой кубинской фармацевтической промышленности и института Пастера в Тегеране).
В начале февраля 2022 года кубинские вакцины от COVID-19 (Abdala и Soberana) были представлены в Минске. Начались переговоры о развитии белорусско-кубинского сотрудничества в сфере здравоохранения и фармацевтической промышленности (на котором обсуждали вопросы реализации проектов по поставке белорусских лекарственных препаратов на Кубу и локализации производства ряда кубинских лекарственных препаратов в Белоруссии). 26 апреля 2022 года в Гаване был подписан меморандум о взаимопонимании между Центром экспертиз и испытаний в здравоохранении Министерства здравоохранения Республики Беларусь и Центром государственного контроля медикаментов, оборудования и медицинских приборов Республики Куба, предусматривающий развитие сотрудничества, обмен опытом и проведение совместных исследований в области медицины. 27 июля 2022 года в Беларуси зарегистрирована белковая субъединичная вакцина против COVID-19 Soberana Plus, производимая Национальным центром биопрепаратов (BioCen). Таким образом Soberana Plus, стала первой кубинской вакциной против COVID-19 зарегистрированной на европейском пространстве .

## Современное состояние
Фармацевтическая промышленность Кубы специализируется на производстве различных медикаментов, а также препаратов и приборов для офтальмологии и стоматологии. В структуру государственной компании «Grupo Empresarial Quí mico-Farmacéutico» (QUIMEFA) входят 19 научно-исследовательских фирм и 41 фабрика. Фармацевтика играет важную роль в укреплении отношений Кубы с другими странами мира, в том числе с Россией.
Крупнейшим центром отрасли является город Гавана, где расположены ведущие исследовательские центры и основные производственные мощности. Крупнейшие предприятия «Centro Nacional de Biopreparados» (BioCen) и «Centro de Ingeniería Genética y Biotecnología» также находятся в Гаване. 